# اچ‌ام‌اس تتیس (۱۷۸۲)

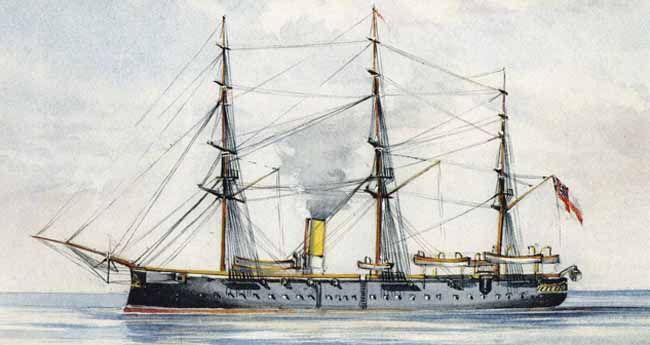
کشتی اچ‌ام‌اس تتیس

اچ‌ام‌اس تتیس (۱۷۸۲) (به انگلیسی: HMS Thetis (1782)) یک کشتی بود که طول آن ۱۴۱ فوت ۶ اینچ (۴۳٫۱۳ متر) بود. این کشتی در سال ۱۷۸۲ ساخته شد.